# Chantilly

Chantilly este un orășel cu ca. 11.000 loc. situat la 40 km nord-est de Paris în regiunea Picardia, departamentul Oise, Franța.
Localitatea are ca venit principal turismul având ca puncte de atracție:
- un parc cu o regiune de pădure unde se practică vânatul
- Castelul Chantilly și herghelia de cai
- O cale ferată cu tracțiune cabalină, ca și cursele de cai
- „Crema de Chantilly” făcută din frișcă a devenit cunoscută în toată lumea ca desert în  bucătăria franceză

## Personalități
- Louis Antoine Henri de Condé, duce de Enghien (1772–1804)
- Anne de Montmorency, primul duce de Montmorency (1493–1567)
- Henri I. de Montmorency (1534–1614), mareșal, conetabil
- Henri II. de Montmorency (1595–1632), conducător suprem militar
- Alfred Aston (1912–2003), jucător în echipa națională de fotbal

## Orașe înfrățite
- Überlingen din Baden-Württemberg, Germania
- Watermael-Boitsfort, Belgia
- Epsom and Ewell, Anglia